# Десцент
Десцент или десцендер је део слова (графеме) који се спушта испод основне линије датог фонта. У већини фонтова, десцендер имају мала слова. У неким фонтовима бројеви имају десцендере. Такви бројеви се називају „старински“ бројеви. Неки фонтови користе десцендере за велика слова (нпр. Џ).